# 小笠原甫三郎
小笠原 甫三郎（おがさわら すけさぶろう、文政3年7月21日（1820年8月29日） - 明治18年（1885年）11月）は幕末の旗本。諱は義行、のちに義利。実父は旗本・山口茂左衛門で、後に幕臣の小笠原貢蔵の婿養子となった。屋敷は下谷辻番屋敷西町裏大番与力地借地にあった。横浜開港資料館には、小笠原甫三郎と養父の小笠原貢蔵が記した古記録「小笠原家文書」（酒川玲子氏所蔵）が保管されている。

## 略歴
江戸の芝（現虎ノ門）生まれ。長じて幕府鉄砲方井上左太夫・田付四郎兵衛に西洋砲術を、下曽根金三郎に西洋砲術を、内田弥太郎に数学を、実父の兄である奥村喜三郎に測量を学ぶ。「小笠原家文書」には、佐久間象山とも親しく接したことが記されている。
天保13年（1842年）、小笠原貢蔵の養子となる。弘化2年（1845年）に貢蔵が死去し、翌3年（1846年）10月6日に家督を相続し、小普請入りする。嘉永元年（1848年）5月22日に浦賀奉行所与力に転じる。嘉永2年（1849年）8月20日、西洋流砲術を指南しに来た下曽根金三郎の弟子となる。
嘉永6年（1853年）7月に富士見御宝蔵番に転じ、妻子らとともに江戸七軒町（東京都台東区）に移り住む。高畠眉山らと私塾「集成館」を開闢し、数学や測量を伝授した。翌7年（1854年）7月4日に支配勘定評定所留役当分助になり、安政2年（1855年）3月11日に同留役助に、同5年（1858年）2月20日には勘定評議所留役となり御目見得以上の身分となる。
安政6年（1859年）11月6日、小十人組番士に転じた。
文久元年（1861年）5月23日に神奈川奉行支配調役（150俵高）となる。「小笠原家文書」によれば、同年3月にイギリスの公使ラザフォード・オールコックが横浜から香港に行く際に日本人の水先案内人を長崎まで乗船させる手配をしたほか、イギリス軍艦の修理のために日本人の船大工を軍艦に派遣したこと、横浜で死亡した外国人を増徳院の境内（後の横浜外国人墓地）に埋葬する手配をおこなったことなどが記されている。
文久3年（1863年）遠江中泉代官や、上野岩鼻代官に転じ、元治元年（1864年）には農兵を率いて天狗党の乱鎮圧に参加し、以後関東各地の天領代官を歴任した。代官就任とともに永々御目見以上となる。
明治維新後は旧幕臣と江戸商人との間の貸借金整理事業に尽力した。徳川慶喜に従い静岡藩士となり、明治4年（1871年）に致仕し、明治12年（1879年）に東京に戻った。
明治18年（1885年）11月に死去。墓所は浅草報恩寺。甫三郎の葬儀には、彼と交流があった栗本鋤雲、福地源一郎、榎本武揚らが参列した。
甫三郎の同僚だった浦賀奉行所与力・中島三郎助が妻宛に送った明治元年（1868年）10月16日付の手紙には、甫三郎の子供の新太郎が越後（新潟県）で戦死したことが記されている。